# Vergílio Ferreira

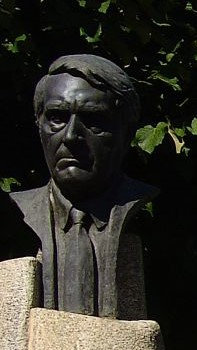
Büste Vergílio Ferreira in der portugiesischen Stadt Gouveia

Vergílio Ferreira (* 28. Januar 1916 in Melo, Gouveia; † 1. März 1996 in Lissabon) war ein portugiesischer Schriftsteller.
Als Jugendlicher besuchte er in Fundão das Seminário. Später studierte er an der Universität Coimbra Klassische Philologie. Er war als Gymnasiumslehrer in Faro, Bragança, Évora und Lissabon tätig. 
Sein bekanntestes Werk Manhã Submersa wurde 1953 veröffentlicht und 1983 von Regisseur Lauro António als „Versunkener Morgen“ (Originaltitel Manhã Submersa) verfilmt. Ferreira spielte dort auch selbst mit (wie kurz vor seinem Tod auch nochmal in „Taxi Lisboa“). Auch weitere Werke von ihm wurden vom Portugiesischen Kino verfilmt, so Lotação Esgotada (1972 von Manuel Guimarães), Cântico Final (1976 von Manuel Guimarães), A Estrela (1994 von Frederico Corado) und Aparição (2018 von Fernando Vendrell).
1992 wurde Ferreira mit dem Prémio Camões ausgezeichnet.

## Werke

### Romane
- O Caminho fica Longe (1943)
- Onde Tudo foi Morrendo (1944)
- Vagão "J" (1946)
- Mudança (1949)
- A Face Sangrenta (1953)
- Manhã Submersa (1953)
- Aparição (1959, Prémio Camilo Castelo Branco)
- Cântico Final (1960)
- Estrela Polar (1962)
- Apelo da Noite (1963)
- Alegria Breve (1965, Prémio da Casa da Imprensa)
- Nitido Nulo (1971)
- Apenas Homens (1972)
- Rápida, a Sombra (1974)
- Contos (1976)
- Signo Sinal (1979)
- Para Sempre (1983)
- Uma Esplanada Sobre o Mar (1986)
- Até ao Fim (1987, Grande Prémio da Novela e Romance)
- Em Nome da Terra (1990)
- Na Tua Face (1993)
- Cartas a Sandra (1996)

### Essays
- Sobre o Humorismo de Eça de Queirós (1943)
- Do Mundo Original (1957)
- Carta ao Futuro (1958)
- Da Fenomenologia a Sartre (1963)
- Interrogação ao Destino, Malraux (1963)
- Espaço do Invisivel I (1965)
- Invocação ao Meu Corpo (1969)
- Espaço do Invisivel II (1976)
- Espaço do Invisivel III (1977)
- Um Escritor Apresenta-se (1981)
- Espaço do Invisivel IV (1987)
- Arte Tempo (1988)

### Tagebücher
- Conta-Corrente I (1980)
- Conta-Corrente II (1981)
- Conta-Corrente III (1983)
- Conta-Corrente IV (1986)
- Conta-Corrente V (1987)
- Pensar (1992)
- Conta-Corrente-nova série I (1993)
- Conta-Corrente-nova série II (1993)
- Conta-Corrente-nova série III (1994)
- Conta-Corrente-nova série IV (1994)